# Apseudes chilkensis
Apseudes chilkensis är en kräftdjursart som beskrevs av Charles Chilton 1923. Apseudes chilkensis ingår i släktet Apseudes och familjen Apseudidae. Inga underarter finns listade i Catalogue of Life.